# Fu (mitologia)
Fu é um personagem da mitologia chinesa. Também presente na Historia da Mulan.
Fu Xing
Na mitologia chinesa, o deus da felicidade, da sorte e das oportunidades. Acredita-se que tenha sido um personagem histórico do século VI chamado Yang Chang, que foi deificado em Daoxian, na província de Hunan, da qual era governador. Após sua morte, por ser muito bem quisto pela população, erigiu-se um templo em sua homenagem. Sua figura aparece muitas vezes nas portas, para trazer a felicidade e a sorte. Apresenta-se em geral com um chapéu de abas largas e portando um pergaminho enrolado. Muitas vezes aparece carregando uma ou mais crianças, símbolo de felicidade na China Antiga.